# Bacterivoor

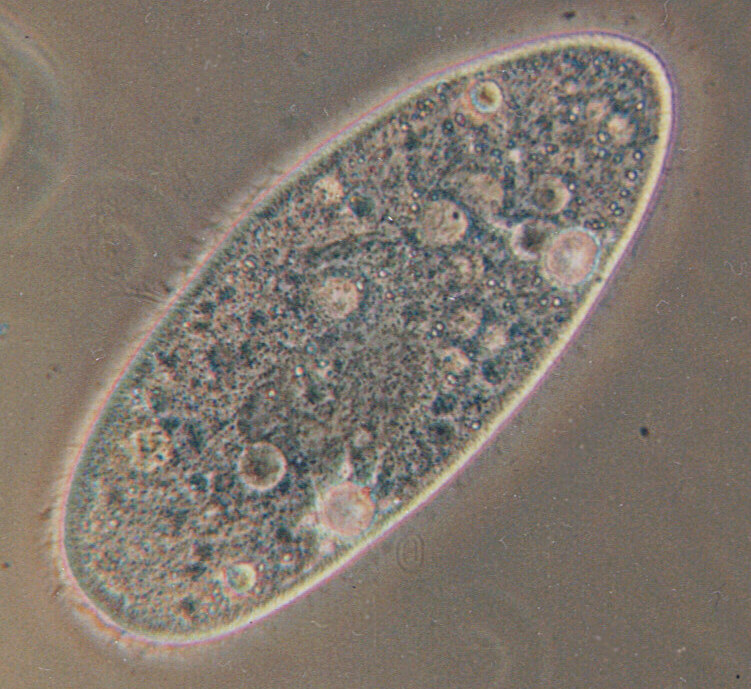
Pantoffeldiertje

Een organisme is bacterivoor als dat organisme zich hoofdzakelijk of uitsluitend voedt met bacteriën en daar zijn energie en nutriënten aan ontleent. Het betreft heterotrofe organismen. Een groot aantal soorten amoeben zijn bacterivoor, alsook een aantal andere protozoa. Maar ook meercellige organismen kunnen bacterivoor zijn. Nagenoeg elke soort bacteriën kan een prooi zijn van bacterivoren.
Het begrip moet niet verward worden met 'bacteriofaag', waarmee virussen worden aangeduid die parasiteren op bacteriën. De benaming 'bacteriofaag', Grieks voor 'bacterie-eter', is eigenlijk een onjuiste term, want het gaat hier niet over eten - virussen kunnen niet eten - maar over besmetten met als gevolg vermenigvuldiging.

## Voorbeelden
- Pantoffeldiertjes (Paramecium)
- Klokdiertjes (Vorticella)
- Rondwormen (Nematoden)
- Watervlooien (Cladocera), met name Ceriodaphnia- en Bosmina-soorten, behorende tot zoöplankton